# Cerkev sv. Jurija, Ilirska Bistrica
Cerkev sv. Jurija v Ilirski Bistrici je podružnična cerkev Župnije Ilirska Bistrica.
V cerkvi iz leta 1752 so baročni kamniti oltarji, štiri slike in križev pot Toneta Kralja, kip Brezmadežne Franceta Goršeta in freska Lojzeta Čemažarja. Cerkev je bila v 90. letih 20. stoletja preurejena po načrtih arhitekta Franca Kvaternika.